# ボルチモア級重巡洋艦
| ボルチモア級重巡洋艦 | ボルチモア級重巡洋艦 |
| -------------------- | --- |
| CA-68 USS Baltimore  | |
| 艦級概観             | |
| 艦種                 | 重巡洋艦 |
| 艦名                 | 都市名 |
| 前級                 | ウィチタ級重巡洋艦 |
| 次級                 | デモイン級重巡洋艦 |
| 計画                 | 24隻 |
| 建造                 | 14隻 |
| 中止                 | 6隻 |
| 性能諸元             | |
| 排水量               | 基準：14,472l.t (14,704t) 満載：17,031l.t (17,304t) |
| 全長                 | 673ft 5in (205.25m) |
| 全幅                 | 70ft 10in (21.59m) |
| 吃水                 | 24ft (7.32m) |
| 機関                 | GE式ギヤード蒸気タービン4基/4軸 出力：120,000shp |
| 速力                 | 33kn |
| 航続距離             | 10,000海里 / 15kn巡航 |
| 兵装                 | 8"/55 Mk.12/15 3連装砲 3基9門 5"/38 Mk.12 連装両用砲 6基12門 40mm/60 4連装機関砲 12基48門 20mm/70 単装機関砲 24基24門                                                                   |
| 装甲                 | 舷側：4-6in (101.6-152.4mm) 甲板：2.5in (63.5mm) 船内隔壁：5-6in (127-152.4mm) 砲塔前面：8in (203mm) 砲塔後面：1.5in (38.1mm) 砲塔上面：3in (76.2mm) 砲塔側面：1.5-3.25in (38.1-82.6mm) |
| 乗員                 | 1,429-2,039名 |
| 艦載機               | 4機 (カタパルト2基) |

ボルチモア級重巡洋艦（ボルチモアきゅう じゅうじゅんようかん、Baltimore class）は、アメリカ海軍の重巡洋艦の艦級。ボルティモア級重巡洋艦とも呼ばれる。
1937年のワシントン海軍軍縮条約失効後、条約の制限に縛られず建造された重巡洋艦である。排水量は14,000トンを超え、排水量が増大した分、防御力は列強の建造した巡洋艦で一、二を争う強固さを誇った。

## 概要
前級であるウィチタ級重巡洋艦の設計思想を引き継ぎ、55口径8インチ3連装砲3基を備え、水上戦闘能力は当時の水準に達していた。また、ウィチタ級よりも船体のサイズは大きかったため、副砲群は5インチ単装8基から38口径5インチ連装砲6基に増強され、有効な対空砲火を提供した。装甲はウィチタ級の5インチ、ニューオーリンズ級の5.75インチから6インチ（舷側）に増強し、船体の拡大と合わせて排水量は9,000トンクラスの条約型重巡洋艦から一気に14,000トンまで増加したが、速度には影響を及ぼしていない。さらに、56口径40mm機関砲（4連装）や55口径20mm機関砲（連装、単装）を多数揃えることで近接対空砲火にも優れ、対艦と対空の双方をこなすことができる汎用艦であった。
1941年から建造が開始され、太平洋戦争中の1943年から1945年にかけて完成した。竣工後は要人輸送、機動部隊の護衛、攻略作戦の火力支援（艦砲射撃）、戦隊旗艦など様々な任務に従事した。
後期の建造艦は、改良型として上部構造物や煙突の設計が異なっており、オレゴン・シティ級と分類されることもある。派生型として、船体を流用して建造されたサイパン級航空母艦がある。
戦後、「ボストン」および「キャンベラ」はミサイルを搭載してボストン級ミサイル巡洋艦に改装され、1970年代後半まで現役だった。また一部の艦は大改装を施され、オールバニ級ミサイル巡洋艦として再就役している。
詳細の艦歴は各艦の記事を参照。

## 兵装

### 主砲
主砲は前級と同じく8インチ55口径砲を3連装砲塔3基9門を備えている。砲身はMk.12またはMk.15だったが性能的な差異は無く、重量335lbs (151.95kg) の徹甲弾を砲口初速2,500fps (762m/s) で発射し30,000yd (27,432m) まで到達させる能力を持っていた。
|          | 主砲諸元                                                                                     |
|          | 砲身                                                                                         |
| -------- | -------------------------------------------------------------------------------------------- |
| 口径     | 8in (20.3cm)                                                                                 |
| 型式     | 8"/55 Mk.12 Mod.1、8"/55 Mk.15 Mod.0                                                         |
| 種別     | 後装式ライフル砲                                                                             |
| 砲身長   | 55口径長 440in (11.176m)                                                                     |
| 重量     | 34,014lbs (15,428kg)                                                                         |
|          | 砲塔                                                                                         |
| 構成     | 3連装砲塔                                                                                    |
| 重量     | 297-304l.t (302-309t)                                                                        |
| 全高     | 第1砲塔：48ft 11.75in (14.93m) 第2砲塔：58ft 4.25in (17.79m) 第3砲塔：45ft 9.25in (13.95m)   |
| 装甲     | 前面：8in (203.2mm)、後面：1.5in (38.1mm) 上面：3in (76.2mm)、側面：1.5-3.25in (38.1-82.6mm) |
| 俯仰角   | -5°/+41°                                                                                     |
| 俯仰速度 | 10.6°/s                                                                                      |
| 旋回角   | 300° (±150°)                                                                                 |
| 旋回速度 | 5.3°/s                                                                                       |
| 装填角   | +9°                                                                                          |
| 射撃補助 | Mk.33/Mk.37 RF                                                                               |
|          | 性能                                                                                         |
| 砲弾重量 | AP Mk.21：335lbs (151.95kg)、HC Mk.24：260lbs (117.93kg)                                     |
| 炸薬重量 | AP Mk.21：5.03lbs (2.28kg)、HC Mk.24：21.34lbs (9.68kg)                                      |
| 装薬重量 | 78lbs (35.38kg)                                                                              |
| 砲口初速 | AP Mk.21：2,500fps (762m/s)、HC Mk.24：2,700fps (823m/s)                                     |
| 最大射程 | AP Mk.21：30,000yd (27,432m)、HC Mk.24：29,800yd (27,249m)                                   |
| 発射速度 | 3-4発/分                                                                                     |
| 砲身命数 | 715発                                                                                        |
| 砲弾数   | 合計：1,395発 (各砲塔465発)                                                                  |
| 射撃管制 | Mk.34/Mk.37 GFCS                                                                             |

### 副砲・対空火器・その他
就役当初は大戦中の多くの艦艇と同様に5インチ38口径連装砲・Bofors 40mm機関砲・Oerlikon 20mm機関砲の3つで構成されており、基本的な構成として5インチ砲を連装6基12門、40mm機関砲を4連装12基48門、20mm機関砲を単装28基28門搭載した。戦後の改装時には特攻機に対して有効性の低かった20mm機関砲を撤去し、40mm機関砲からVT信管弾頭対応の3インチ連装両用砲への換装が行われた。
また、ボストン級及びオールバニ級として大規模改装が実施された艦艇にはRIM-2 Terrier・RIM-8 Talos・RIM-24 Tartarなどの艦対空ミサイルやRUR-5 ASROC対潜ロケットが搭載され、USS Toledo・USS Macon・USS Helena・USS Los Angelesの4隻ではSSM-N-8 Regulusの試験運用もなされた。
|          | 兵装諸元                      | 兵装諸元                     | 兵装諸元                       | 兵装諸元                        |
| 兵装     | Mk.12 5"/38                   | Mk.22 3"/50                  | Bofors 40mm/60                 | Oerlikon 20mm/70                |
| -------- | ----------------------------- | ---------------------------- | ------------------------------ | ------------------------------- |
| 口径     | 5in (127mm)                   | 3in (76.2mm)                 | 40mm                           | 20mm                            |
| 型式     | 5"/38 Mk.32 Mod.0             | 3"/50 Mk.33                  | 40mm/60 Mk.2 All Mod           | 20mm/70 Mk.6                    |
| 構成     | 連装                          | 連装                         | 4連装                          | 単装                            |
| 重量     | 118,000lbs (53,524kg)         | 32,400lbs (14,696kg)         | 24,900lbs (11,294kg)           | 1,691lbs (767kg)                |
| シールド | 0.75in (19.1mm)               | ―                            | 0.375in (9.5mm)                | 0.5in (12.7mm)                  |
| 俯仰角   | -15°/+85°                     | -15°/+85°                    | -15°/+90°                      | -15°/+90°                       |
| 俯仰速度 | 15°/s                         | 30°/s                        | 24°/s                          | ―                               |
| 旋回角   | 306°                          | 360°                         | 720°                           | ―                               |
| 旋回速度 | 25°/s                         | 24°/s                        | 30°/s                          | ―                               |
| 砲弾重量 | 55.18lbs (25.03kg) ※AAC Mk.34 | 12.90lbs (5.85kg) ※AA Mk.31  | 1.985lbs (0.9003kg) ※HE-I Mk.2 | 0.2714lbs (0.1231kg) ※HE-I Mk.3 |
| 炸薬重量 | 7.25lbs (3.29kg) ※AAC Mk.34   | 0.54lbs (0.2449kg) ※AA Mk.31 | 0.15lbs (0.0680kg) ※HE-I Mk.2  | 0.0243lbs (0.0110kg) ※HE-I Mk.3 |
| 装薬重量 | 15.2lbs (6.89kg)              | 4lbs (1.81kg)                | 0.694lbs (0.3148kg)            | 0.061lbs (0.0277g)              |
| 砲口初速 | 2,600fps (792m/s)             | 2,700fps (823m/s)            | 2,890fps (881m/s)              | 2,740fps (835m/s)               |
| 最大射程 | 18,200yd (16,642m)            | 14,600yd (13,350m)           | 11,000yd (10,058m)             | 4,800yd (4,389m)                |
| 最大射高 | 37,200ft (11,339m)            | 30,400ft (9,266m)            | 22,800ft (6,949m)              | 10,000ft (3,048m)               |
| 発射速度 | 15-22発/分                    | 45-50発/分                   | 160発/分                       | 450発/分                        |
| 砲身命数 | 4,600発                       | 2,050発                      | 9,500発                        | 9,000発                         |
| 砲弾数   | 500発/門 (各砲塔1,000発)      | 1,500発/門 (各砲塔3,000発)   | 2,000発/門 (各砲塔8,000発)     | ―                               |
| 射撃管制 | Mk.37/Mk.56 GFCS              | Mk.56/Mk.63 GFCS             | Mk.49/Mk.51/Mk.63 GFCS         | ―                               |

## 同型艦

### 原型（ボルチモア級）
1. ボルチモア (USS Baltimore, CA-68)
2. ボストン (USS Boston, CA-69/CAG-1)
3. キャンベラ (USS Canberra, CA-70/CAG-2)
4. クインシー (USS Quincy, CA-71)
5. ピッツバーグ (USS Pittsburgh, CA-72)
6. セントポール (USS St. Paul, CA-73)
7. コロンバス (USS Columbus, CA-74/CG-12)
8. ヘレナ (USS Helena, CA-75)
9. ブレマートン (USS Bremerton, CA-130)
10. フォール・リバー (USS Fall River, CA-131)
11. メイコン (USS Macon, CA-132)
12. トレド (USS Toledo, CA-133)
13. ロサンゼルス (USS Los Angeles, CA-135)
14. シカゴ (USS Chicago, CA-136/CG-11)
15. ノーフォーク (USS Norfolk, CA-137)（未成艦）
16. スクラントン (USS Scranton, CA-138)（未成艦）

### 改良型（オレゴン・シティ級）
1. オレゴン・シティ (USS Oregon City, CA-122)
2. オールバニ (USS Albany, CA-123/CG-10)
3. ロチェスター (USS Rochester, CA-124)
4. ノーザンプトン (USS Northampton, CA-125/CLC-1/CC-1)
5. ケンブリッジ (USS Cambridge, CA-126)（未成艦）
6. ブリッジポート (USS Bridgeport, CA-127)（未成艦）
7. カンザス・シティ (USS Kansas City, CA-128)（未成艦）
8. タルサ (USS Tulsa, CA-129)（未成艦）

## 派生型
ボストン級ミサイル巡洋艦
2番艦「ボストン」および3番艦「キャンベラ」を改装した、アメリカ海軍初のミサイル巡洋艦。後部砲塔および上部構造物を撤去して、テリア・システムを搭載している。
オールバニ級ミサイル巡洋艦
7番艦「コロンバス」、14番艦「シカゴ」および改良型であるオレゴン・シティ級2番艦「オールバニ」を改装したミサイル巡洋艦。大規模改装工事によって上部構造を一新し、タロス長距離ミサイルとターター短距離ミサイルの2種類の対空ミサイルシステム、及びASROCを搭載している。
サイパン級航空母艦
船体を流用して建造された軽空母。のちに航空機運搬艦（AVT）、通信中継艦（AGMR）、指揮艦（CC）に艦種変更された。

これらの他に、オレゴン・シティ級4番艦「ノーザンプトン」が戦争末期に建造が中断された後、戦術指揮艦（CLC）として設計及び艦種変更が実施されて建造再開・就役している。後に再改装が行われて指揮艦（CC）に艦種変更された。

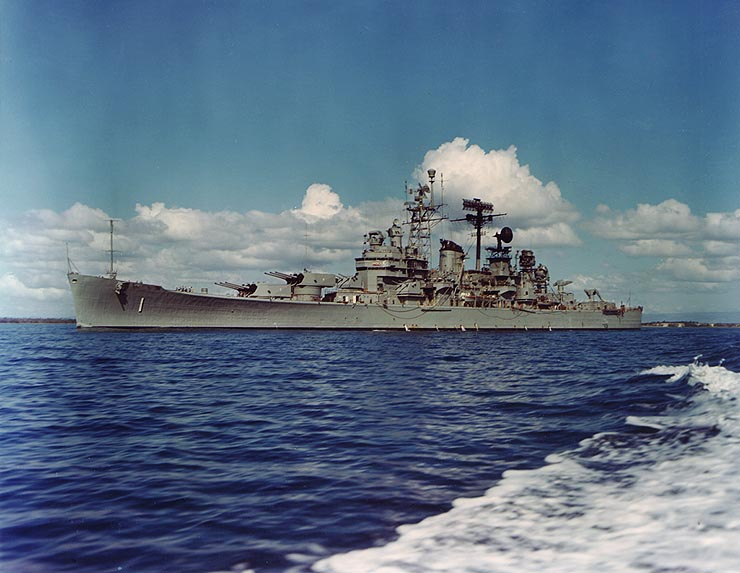
ボストン級ミサイル巡洋艦 CAG-1 ボストン
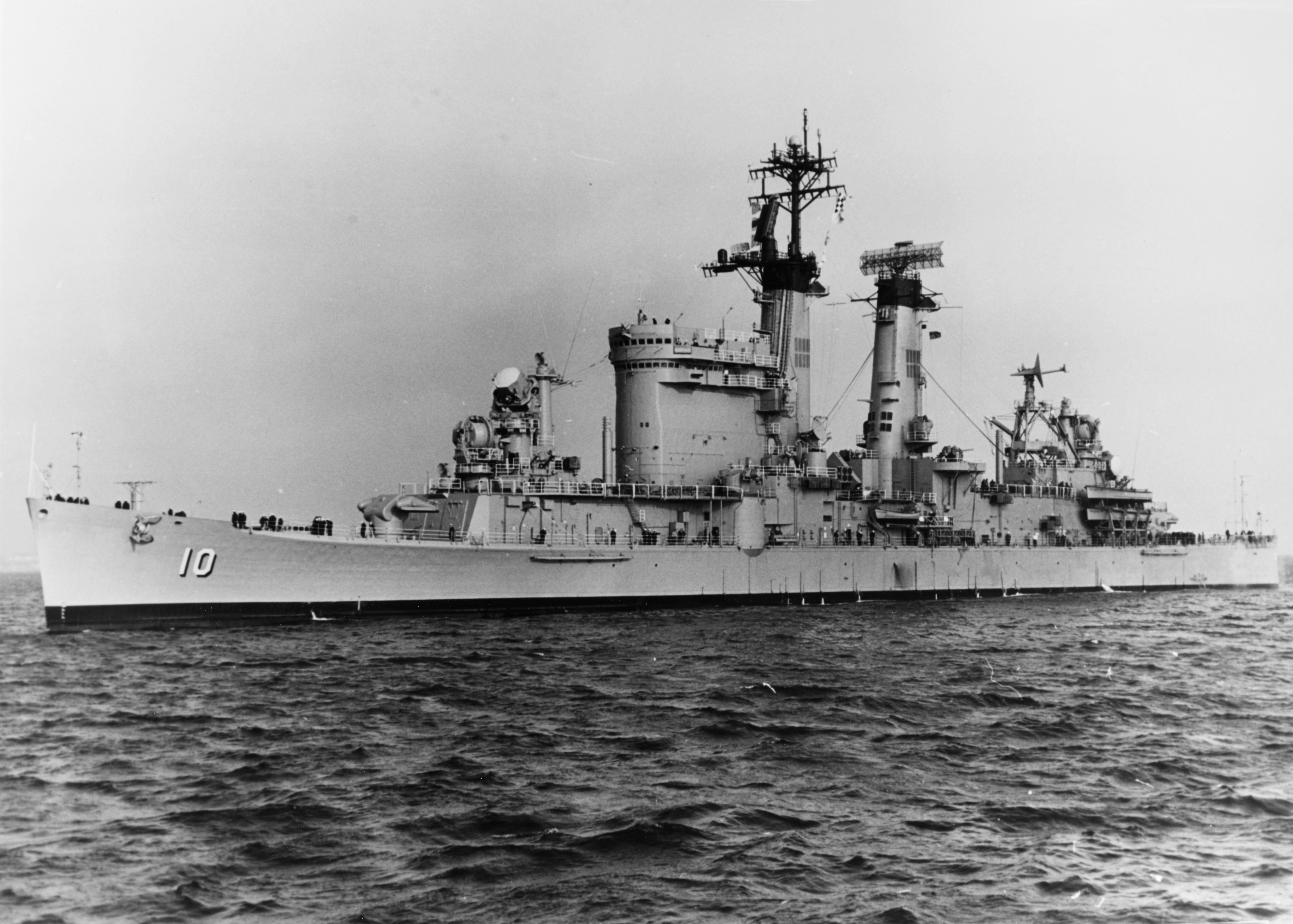
オールバニ級ミサイル巡洋艦 CG-10 オールバニ
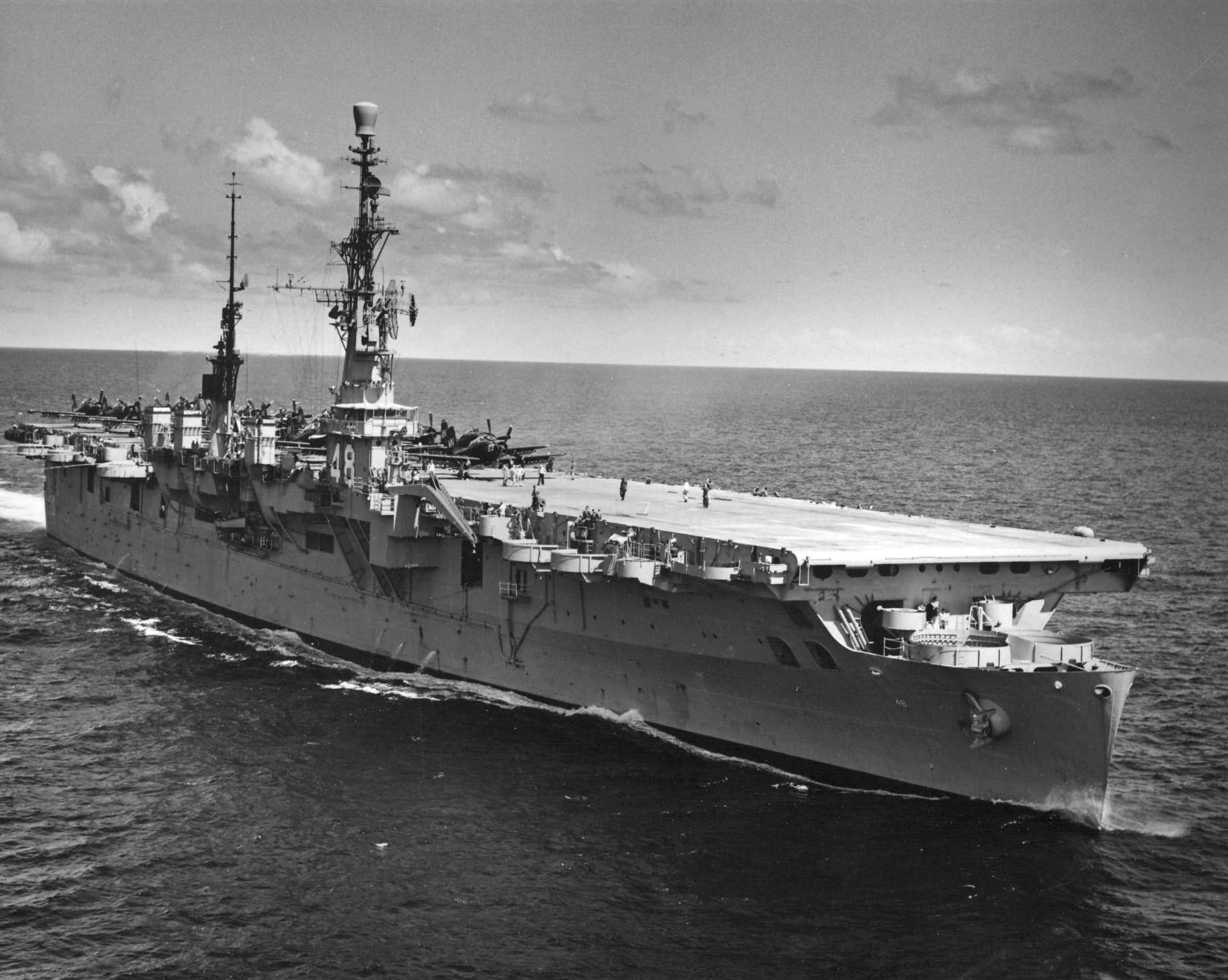
サイパン級航空母艦 CVL-48 サイパン

## 登場作品
『危険な道』
主人公が乗艦する巡洋艦役で「セントポール」が登場。真珠湾攻撃時に湾外にいたことで攻撃を免れたため、残存艦を率いて日本海軍の機動部隊を攻撃しようとするが、日本海軍の潜水艦からの魚雷攻撃を受けて損傷する。そのため、しばらくはドック入りして修理中だったが後半で戦線に復帰し、主人公が再び乗艦して日本海軍と戦闘を繰り広げる。
撮影には、アメリカ海軍の全面協力で実物が使用されており、実際の砲撃シーンなどが映されている。